# الخلع في القانون المصري
الخلع في القانون المصري هي دعوى ترفعها الزوجة المسلمة، في حالة عدم التراضي بينها وبين زوجها على الطلاق، وتتنازل بمقتضاها عن جميع حقوقها المالية الشرعية (وتشمل: مؤخر الصداق، ونفقة العدة والمتعة)، كما ترد لزوجها مقدم الصداق (المهر) الذي دفعه لها والثابت في عقد الزواج؛ وذلك كي تقوم المحكمة بمخالعة زوجها وتطليقها منه. ولا تستطيع المحكمة أن تحكم بالتطليق للخلع إلا بعد أن تحاول الصلح بين الزوجين؛ وذلك بندب حكمين لهذا الغرض، خلال مدة لا تزيد عن ثلاثة أشهر، فإذا عجزت المحكمة عن الصلح، فإنها تحكم بالتطليق. ويكون الحكم بالتطليق للخلع غير قابل للطعن عليه بأي طريق من طرق الطعن. يجوز للزوجة المسيحية ان ترفع دعوى خلع على زوجها إذا كانت مختلفة مع زوجها في الدين أو في المذهب أو الطائفة.

## مصدره الشرعي
نظام الخلع الحالي يستمد جزئيا من أحكام الشريعة الإسلامية و يعتليه عوار شرعيا طبقا للشريعة الإسلامية ؛ حيث ورد في القرآن في الآية 229 من سورة البقرة: ﴿الطَّلَاقُ مَرَّتَانِ فَإِمْسَاكٌ بِمَعْرُوفٍ أَوْ تَسْرِيحٌ بِإِحْسَانٍ وَلَا يَحِلُّ لَكُمْ أَنْ تَأْخُذُوا مِمَّا آتَيْتُمُوهُنَّ شَيْئًا إِلَّا أَنْ يَخَافَا أَلَّا يُقِيمَا حُدُودَ اللَّهِ فَإِنْ خِفْتُمْ أَلَّا يُقِيمَا حُدُودَ اللَّهِ فَلَا جُنَاحَ عَلَيْهِمَا فِيمَا افْتَدَتْ بِهِ تِلْكَ حُدُودُ اللَّهِ فَلَا تَعْتَدُوهَا وَمَنْ يَتَعَدَّ حُدُودَ اللَّهِ فَأُولَئِكَ هُمُ الظَّالِمُونَ ۝٢٢٩﴾ [البقرة:229].
كما ورد في الحديث النبوي، الذي رواه البخاري والنسائي عن ابن عباس، من أن امرأة ثابت بن قيس قد جائت إلى النبي محمد وقالت: «يا رسول الله، إني ما أعتب عليه في خلق ولا دين، ولكني أكره الكفر في الإسلام ما أطيقه بغضاً. فقال لها رسول الله ﷺ: أتردّين عليه حديقته؟ وكانت صداقاً لها. فقالت: نعم وأزيد. فقال لها: أما الزيادة فلا. وأمره أن يقبض الحديقة ويخلي سبيلها. وفي رواية أخرى: ويطلقها تطليقة. وفي رواية ثالثة: أنه طلقها عليه».

## عوار قانون الخلع الحالي من الناحية الشرعية

### الفداء / رد المهر
لا يتم رد الفعل العيني او الهدايا اثناء قيام العلاقة الزوجية. اتجه اهل مصر الي توثيق مهر صوري (لتجنب نسبة ما تخذة الدوله من المهر الموثق) بخلاف المهر العيني (الشبكة، المصوغات الذهبية) وتعارف بين اهل مصر علي كتابه وصل امانه بديل عن المهر الصوري.
ففي عرف اهل مصر، يوجد قائمة منقولات وفي اغلب الاحوال تكتب بقيمة مبالغه فيها اكثر مما شاركت بها الزوجة في تاثيث منزل الزوجية، و كذلك المهر العيني من الذهب المسمي في عرف اهل مصر الشبكة. ولما كان الخلع افتداء برد المهر اكثر او اقل مما يرتضي الزوج، فلا يتم الخلع الا بتنازل الزوجة عن المهر الحقيقي وليس الصوري من الناحية الشرعية. ولما كان شرط الافتداء لم يتسوفي استفاء صحيح، فيصبح الخلع باطل.

### قبول الزوج بالفداء
لا يشترط القانون المصري قبول الزوج بالفداء او حتي اعلامه او حتي وجوده اثناء جلسات الحكم.

### لفظ الطلاق
لو شاء الرسول محمد، لطلق نيابه عن الصحابي ثابت بن قيس، ولكنه نظر اليه ونصحة بتطليقها كما ورد. فقبل ثابت و لفظ لها الطلاق.
مِن صِيَغِ الخُلعِ: خالعْتُكِ، باينتُكِ، بارَأتُكِ، فارَقْتُكِ، طلِّقي نفسَكِ على كذا، صالحتُكِ، ومنه لَفظُ الفَسخِ، والمُفاداة

## آثاره
شرعا لا يجوز اجبار الزوج علي الخلع، فالخلع في الاسلام عقد تراضي وافتداء من الزوجة. فان تم الخلع دون رضى الزوج ودون الفداء (وليس المهر الصوري)، لا يقع الخلع شرعا. وان كان نافذ قانونا، فقانون الاحوال المدنية المصري لا يمت للشريعة الاسلامية بصله في هذا النحو.
اما اذا استوفت المخالعة شروطها الشرعية يكون اثارها كما يلي:
يكون الطلاق الذي تحكم به المحكمة في دعوى الخلع، طلاقاً بائناً: حيث تكون الطلقة بائنة بينونة صغرى إذا لم تكن مكمّلة للثلاث، وفي هذه الحالة، لا تجوز الرجعة إلا بعقد ومهر جديدين. وتكون الطلقة بائنة بينونة كبرى إذا كانت مكمّلة للثلاث، وفي هذه الحالة، لا تجوز الرجعة إلا بعد أن تتزوّج الزوجة من غير مطلّقها زواجاً صحيحاً، ثم ينقضي هذا الزواج بالطلاق أو بالوفاة.